# Netzwerkvideorekorder
Ein Netzwerkvideorekorder (NVR) ist ein System zur Aufzeichnung von Videostreams, die von Netzwerkkameras digital bereitgestellt und über ein Netzwerk an den NVR übertragen werden.

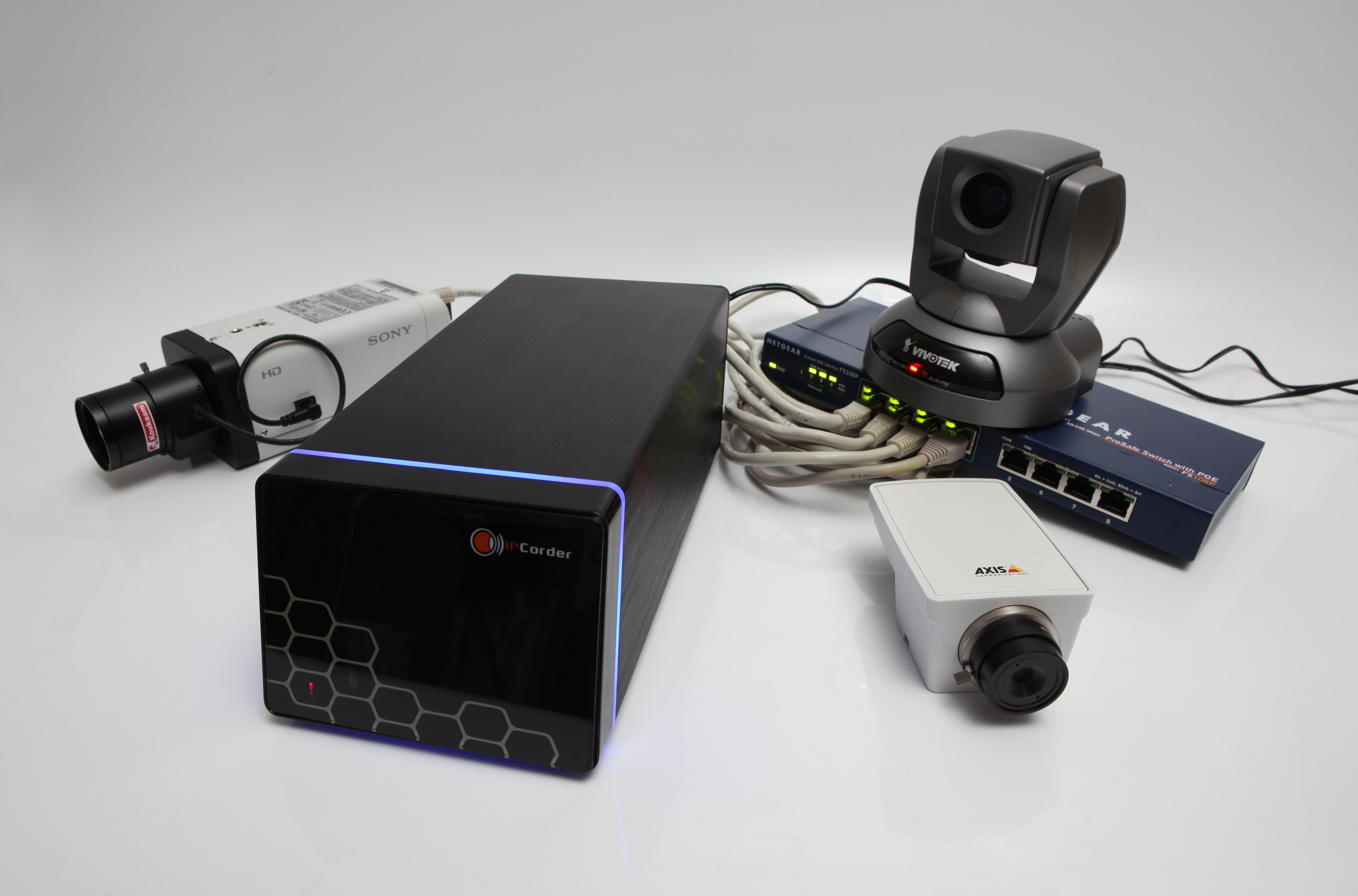
NVR mit Netzwerkkameras

## Anwendungsbereiche
Netzwerkvideorekorder werden überwiegend im Rahmen von Videoüberwachungsanlagen zur Überwachung von öffentlichen oder privaten Räumen, des Verkehrs und technischen Anlagen aller Art eingesetzt. 
Abhängig von der auf dem NVR eingesetzten Software, können Funktionen wie Bewegungserkennung, zeitgesteuerte Aufnahme, FTP-Upload, E-Mail-Benachrichtigung etc. genutzt werden. Durch die Möglichkeit, NAS-Geräte mittels entsprechender Software zu einem NVR zu machen, sind Videoüberwachungsanlagen, die auf einem Netzwerkvideorekorder basieren, mittlerweile auch für Privatanwender erschwinglich.
Neben dem stationären Einsatz können Netzwerkvideorekorder in Kombination mit einer Kamera auch im mobilen Bereich eingesetzt werden. Im öffentlichen Verkehr in Bussen, Bahnen und Taxen werden NVRs für die Erhöhung der Personensicherheit und dem Schutz vor Vandalismus installiert. Außerdem werden Netzwerkvideorekorder in Einsatzfahrzeuge von Polizei und Feuerwehr für die Dokumentation der Einsatzfahrten und Überwachung von Einsatzstellen eingerichtet.

## Funktion
Ein NVR speichert die empfangenen Digitaldaten auf einer integrierten Festplatte. Im Regelfall sind die Geräte mit einer oder mehreren Festplatten ausgestattet, die ein mehrere Terabyte (TB) großes Fassungsvermögen haben, um so ausreichend Speicherplatz zur Verfügung zu stellen. Viele Geräte bieten auch zusätzliche Anschlussmöglichkeiten für USB-Geräte, Speicherkarten oder andere Speichermedien. Benötigte Festplattengröße und Bandbreite sind insbesondere abhängig von der Anzahl der zu integrierenden Netzwerkkameras, dem Videoaufzeichnungsformate, der Auflösung, der Bildfrequenz (FPS) und der Archivierungsdauer der Videoaufzeichnung.
Genau genommen handelt es sich bei einem Netzwerkvideorekorder um einen Computer, der mit einer entsprechenden Software für die Videoaufzeichnung ausgestattet und für den Dauerbetrieb konzipiert ist. Der Übergang von und zu einem Network Attached Storage (NAS) ist daher fließend und lässt sich nicht klar abgrenzen. Wie bei einem NAS wird die Verbindung zu einem Netzwerkvideorekorder üblicherweise per Ethernet und TCP/IP hergestellt. Ein Zugriff auf die gespeicherten Daten und die Konfigurationsoberfläche ist damit sowohl lokal über LAN als auch weltweit über das Internet möglich.